# Canales Island
Canales Island (englisch; spanisch Islote Canales) ist eine kleine Insel im Archipel der Südlichen Shetlandinseln. Sie ist die größte einer Gruppe von Inseln 175 m nördlich des Ferrer Point in der Discovery Bay von Greenwich Island.
Wissenschaftler der 2. Chilenischen Antarktisexpedition (1947–1948) benannten sie nach einem Expeditionsmitglied, das an der Vermessung der Discovery Bay beteiligt war. Das UK Antarctic Place-Names Committee übertrug diese Benennung 2004 ins Englische.